# 道布罗尼
道布罗尼，是匈牙利维斯普雷姆州所辖的一个村，总面积17.00平方公里，总人口384，人口密度22.6人/平方公里（2010年1月1日）。